# Piglet
Piglet (Puerquito en Latinoamérica) es un personaje ficticio de los libros Winnie-the-Pooh (1926) y The House at Pooh Corner (1928) de A. A. Milne. Piglet es el mejor amigo de Pooh.

## En los libros
Piglet es mencionado por primera vez en el tercer capítulo de Winnie-the-Pooh, aunque ya aparece en las ilustraciones del capítulo II. También aparece en los capítulos V, VI, VII, VIII, IX y X del libro, así como en todos los de The House at Pooh Corner. Pese a ser pequeño y aparentemente cobarde, suele terminar por imponerse a sus miedos.

## Descripción
Como todos los demás personajes de la serie, Piglet está basado en un peluche del hijo del autor. En las versiones originales en color con ilustraciones de E. H. Shepard, tenía una piel de color rosa claro y un jersey verde. Es más pequeño que la mayoría de los animales, siendo solo un poco más alto que Rito. Además, sabe leer y escribir lo suficientemente bien como para escribir notas breves.
La comida favorita de Piglet son las bellotas. Vive en una casa en un haya en el Bosque de los Cien Acren, al lado de un cartel que pone "TRESPASSERS W". Según Piglet, esa es la abreviatura de Trespassers William que era el nombre de su abuelo.

## Adaptaciones de Disney
Piglet es uno de los personajes principales de la franquicia Winnie the Pooh de Disney, teniendo participación en todas las películas de animación de la franquicia, además de las series de animación derivadas. En 2003, Disney realizó La gran película de Piglet con el personaje como protagonista.
- Datos: Q836719
- Multimedia: Piglet (Winnie-the-Pooh) / Q836719